# Digitaria hydrophila
Digitaria hydrophila là một loài thực vật có hoa trong họ Hòa thảo. Loài này được Van der Veken mô tả khoa học đầu tiên năm 1955.